# Affricata postalveolare sonora
L'affricata postalveolare sonora è una consonante affricata presente in alcune lingue, che in base all'alfabeto fonetico internazionale è rappresentata col simbolo [d͡ʒ] (in passato, [ʤ]).
Nella lingua italiana tale fono, detto G dolce, è reso ortograficamente con la lettera ⟨g⟩ seguita dalle vocali e, i, oppure col digramma ⟨gi⟩ seguito dalle vocali a, o, u; non compare mai a fine parola o prima di altra consonante, a differenza di altre lingue.

## Caratteristiche
L'affricata postalveolare sonora presenta le seguenti caratteristiche:
- il suo modo di articolazione è affricato, perché questo fono è dovuto alla sequenza di una fase occlusiva e di una fase fricativa;
- il suo luogo di articolazione è postalveolare, perché per produrre tale suono occorre appoggiare la lingua al di là degli alveoli;
- è una consonante sonora, in quanto viene prodotta con l'ausilio delle corde vocali.

## Altre lingue

### Piemontese
In piemontese è reso ortograficamente con la lettera ⟨g⟩ seguita dalle vocali e, i, oppure col digramma ⟨gi⟩ seguito dalle vocali a, o, u, e dal digrafo ⟨gg⟩ a fine parola.

### Friulano
In friulano è scritto con la lettera ⟨z⟩ seguita da vocale (es. zûc [ˈd͡ʒuːk] "gioco"). Tuttavia il grafema ⟨z⟩ può rappresentare anche la affricata alveolare sorda e la  affricata alveolare sonora. Pertanto, non esistendo una regola sulla pronuncia, il valore fonetico del grafema all'interno di una parola dovrà essere conosciuto a priori.

### Veneto
In veneto, tale fone è presente unicamente nella variante veneziana ed è reso ortograficamente con la lettera ⟨g⟩ se è seguita dalle vocali e, i, o col digrafo ⟨gi⟩ se è seguito dalle vocali a, o, u.

#### Talian
In talian, è solitamente scritto ⟨j⟩ seguito da qualsiasi vocali, mentre la stessa lettera in lingua veneta indica il fonema j.

### Francese
In francese tale fono è scritto con il digramma ⟨dj⟩ (la semplice ⟨j⟩ rende la fricativa corrispondente, /ʒ/). Però la pronuncia effettiva fatta imitando l'originale è piuttosto [ɡʒ], senza toccare i denti con la lingua: Djibouti [ɡʒibuˈti]. Così è fisicamente più economico, ma poco sensibile all'udito.

### Inglese
In inglese tale fono è reso con la grafia ⟨g⟩ o ⟨j⟩:
- giraffe "giraffa" [d͡ʒɪˈɹɑːf] (RP) o [d͡ʒəˈɹæf]ⓘ (US)
- jump [d͡ʒʌmp]ⓘ

### Spagnolo
In spagnolo tale suono non è presente, se non in alcuni dialetti argentini, in cui sostituisce la semiconsonate /j/ nel grafema ⟨y⟩.

### Tedesco
In tedesco il suono (normalmente assente nella lingua e presente solo in alcuni prestiti) è rappresentato da quattro lettere: ⟨dsch⟩ (es. Dschungel [ˈd͡ʒʊŋəl] "giungla").

### Ceco, lettone, lituano, slovacco, sloveno e croato
In ceco, lettone, lituano, slovacco, sloveno e croato il fono è espresso con il digramma ⟨dž⟩ considerato lettera unica (es. džem "marmellata"; Džakarta "Giacarta").

### Arabo
In lingua araba questo fono è espresso con la lettera ⟨ﺝ⟩.

### Turco
In turco tale suono è espresso con la lettera ⟨c⟩ (es. cep [d͡ʒep] "tasca").

### Esperanto
In esperanto il suono è reso unicamente con la lettera ⟨ĝ⟩ (es. ĝardeno [d͡ʒardeno] "giardino").